# Muusoctopus canthylus
Muusoctopus canthylus is een inktvissensoort uit de familie van de Enteroctopodidae. De wetenschappelijke naam van de soort is voor het eerst geldig gepubliceerd in 1990 door Voss en Pearcy als Benthoctopus canthylus.